# Kazerne van Haute-Saive

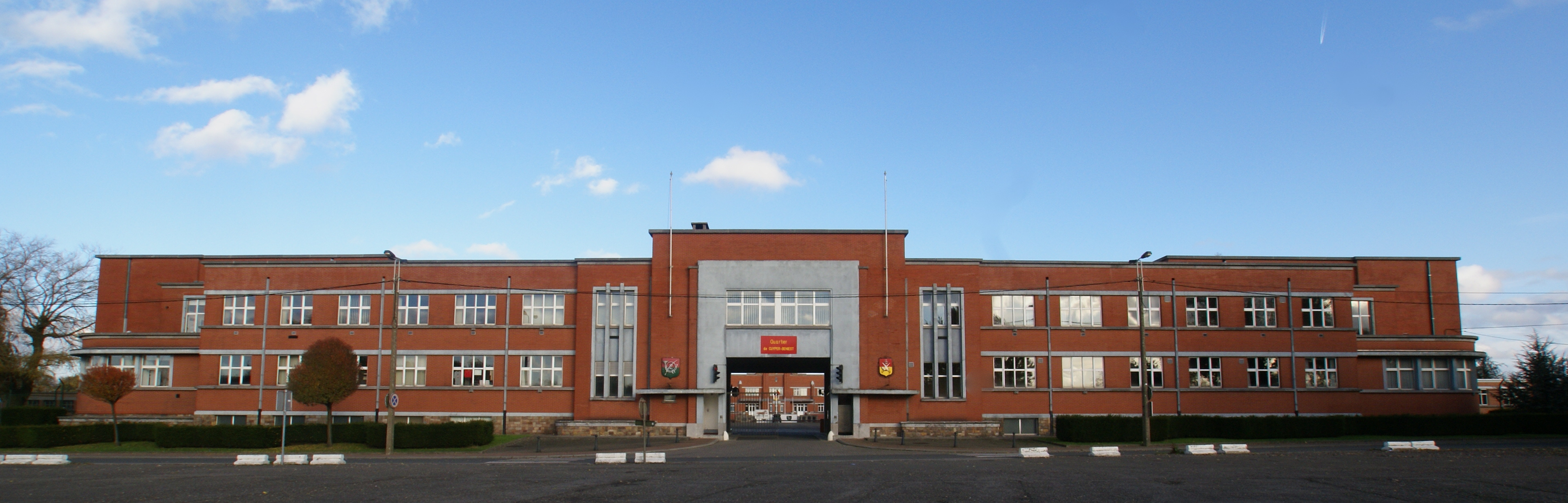
Kazernegebouw

De kazerne van Haute-Saive is een grote kazerne gelegen aan de Rue du Haute-Saive in de tot de Belgische gemeente Blegny behorende plaats Saive.

## Geschiedenis
In 1932 vatte men het plan op om te Saive een kazerne te bouwen, teneinde de versterkte stad Luik te ondersteunen. In 1939 begon men met de werkzaamheden, en wel in het voormalige park van het Kasteel van Méan. De Duitse invasie van 1940 maakte een eind aan de werkzaamheden. Deze werden na de bevrijding weer opgenomen en in 1951 was de kazerne voltooid. Het werd een opleidingscentrum voor de artillerie. In 1961 werd het complex weer verlaten en verval trad in.
In 1973 werd het complex weer opgeknapt en vanaf 1974 werd het weer betrokken. Van 1998-2001 vonden er opnieuw renovatiewerkzaamheden plaats. Het leek er echter op dat de site zou worden opgeheven, maar in 2003 vond weer een nieuwe cavalerie-eenheid onderdak in de kazerne. Lang duurde dit niet, en in 2014 werd de gemeente Blegny de nieuwe eigenaar.
Het complex bestaat voor 38 ha uit bos, 5 ha voormalige militaire werkplaatsen en 5 ha gebouwen, gegroepeerd om een paradeplaats. Het wordt ontwikkeld als bedrijvenverzamelcentrum, met tevens ruimte voor recreatie en diverse activiteiten.